# Apocleora
Apocleora là một chi bướm đêm thuộc họ Geometridae.